# جبهة الحرية
جبهة الحرية هي حركة سياسية لبنانية أنطلقت في نيسان / أبريل 2007 بقيادة فؤاد أبو نادر ورفاقه من قدامى المحاربين في «القوات اللبنانية» و«الكتائب» وبقية الألوية المسيحية التي نشأت خلال الحرب الأهلية اللبنانية في محاول لإنشاء هيئة مستقلة تجنح للمصالحة بين المسيحيين اللبنانيين.

## المبادئ
الجبهة تؤمن بمبادئ الديمقراطية والتناوبية كأساس لعمل للحركة. كما تؤمن بالحوار الذي يجب أن لا يؤدي إلى حل توافقي جديد للتعامل مع الشلل الذي أصاب الصيغة السياسية لاتفاق الطائف، ولكن إلى حل سلمي ونهائي ينظيم التوافقية الديمقراطية واحترام التعددية الثقافية للشعب اللبناني مستندة على الإعلان العالمي لحقوق الإنسان. كما تؤمن في تحقيق المصالحة الحقيقية من خلال مؤتمر وطني للمغفرة وللمصالحة وللوحدة في وضع حد نهائي للحرب متجنببين تكرار نفس الأخطاء والمآسي كما تسمح بعودة المشردين والمنفيين الناس.

## للإستزادة
- أسلحة الحرب الأهلية اللبنانية

## وصلات خارجية
- موقع Jebha.org
- موقع الحرية Front.org
- موقع Ouwet.org